# G.D. Bracker und Söhne
G.D. Bracker Söhne Maschinenbau Aktiengesellschaft (AG) war eine traditionsreiches Maschinenbauunternehmen in Hanau. Die Firma bestand von 1815 bis 1956.

## Historie

### 1815 – 1849
1815 wurde von Georg David Bracker (1787–1841) ein Handwerksbetrieb in der Fischerstrasse 7 in Hanau begründet, der anfänglich Reparaturen und Schlosserarbeiten durchführte. Später kamen einfache, manuell betriebene Maschinen für die aufstrebende ortsansässige Industrie dazu. Walzwerke für Drähte und Bleche, kleine Präge- und Schlagpressen für das nach den napoleonischen Kriegen wieder auflebende Edelmetallgewerbe in der Region standen am Anfang der Produktion.

### 1850 – 1889

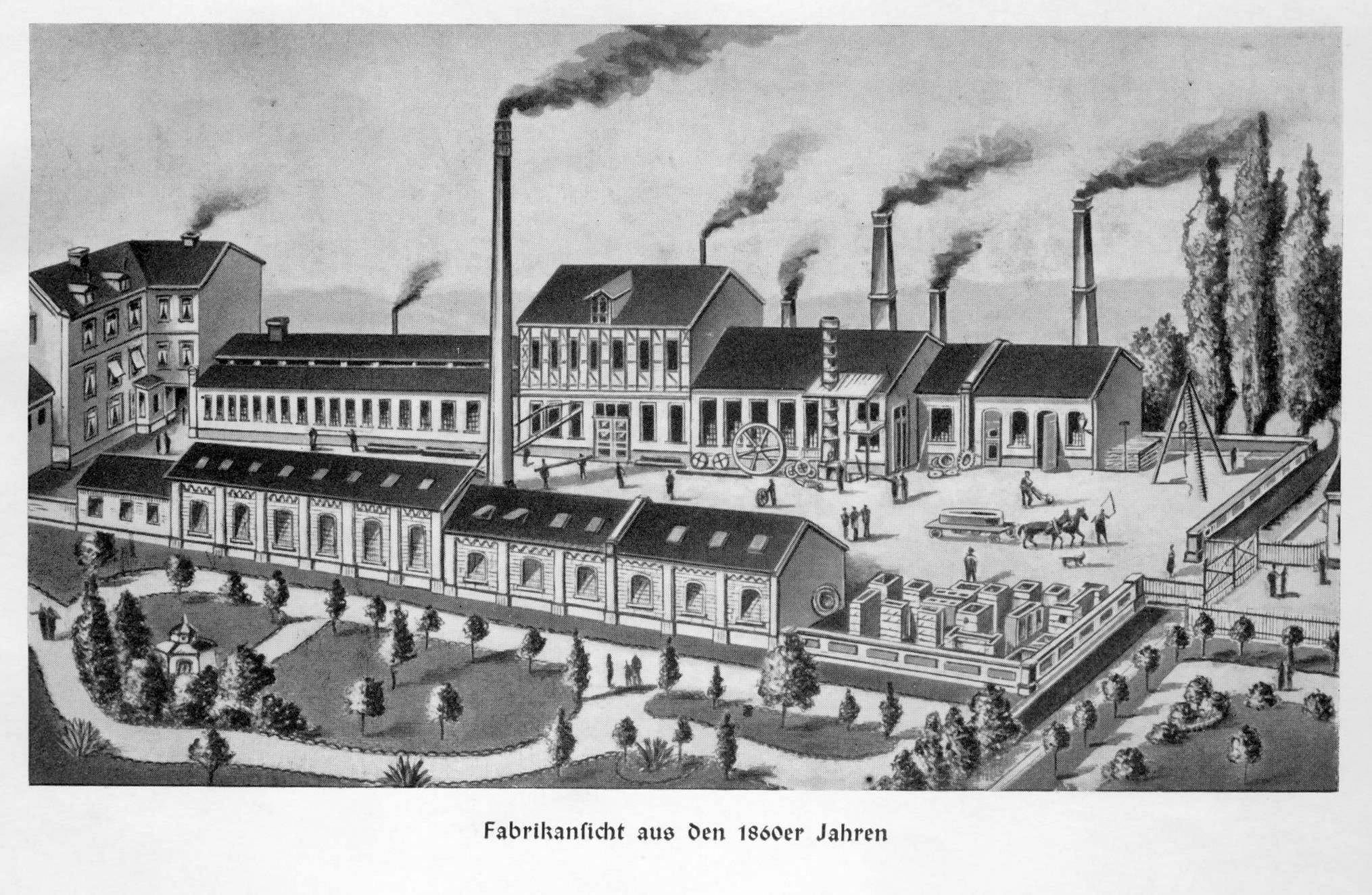
Die Firma G.D. Bracker und Söhne um 1860

Mitte des 19. Jahrhunderts expandierte die Firma. Die für die Fabrikation benötigte Energie bezog man von einer 1850 installierten und im eigenen Betrieb gebauten Dampfmaschine. Es entstand ein Maschinen- und Kesselhaus, eine Graugussgiesserei mit Trockenofenanlage und eine kleine Metallgiesserei. Ab 1860 wurden große Dampfmaschinen vor allem für holzverarbeitende Betriebe hergestellt.
Zu dieser Zeit verlagerte sich die Produktion auf Maschinen für die ansässige Papier- und Teppichherstellung sowie für die Tabakmanufakturen mit ihren Zulieferern aus der Holzverarbeitung.
Aus der Arbeit für die Papierindustrie entwickelte sich die Spezialisierung auf das Gebiet der Hydraulik. Diese wurden zum Pressen und Glätten von Papieren sowie zum Packen von Zellulose benötigt. Bracker wurde zu einem der bekanntesten Spezialunternehmen auf dem Gebiet der Hydraulik. Auch bei der Einführung der Ölhydraulik gehörte das Unternehmen zu den Pionieren. Voraussetzung hierfür war die Verwendung dichtungsloser Ventile. Dies wurde mit einem eigenen Kugelhahnpatent verwirklicht.

### 1900 – 1956

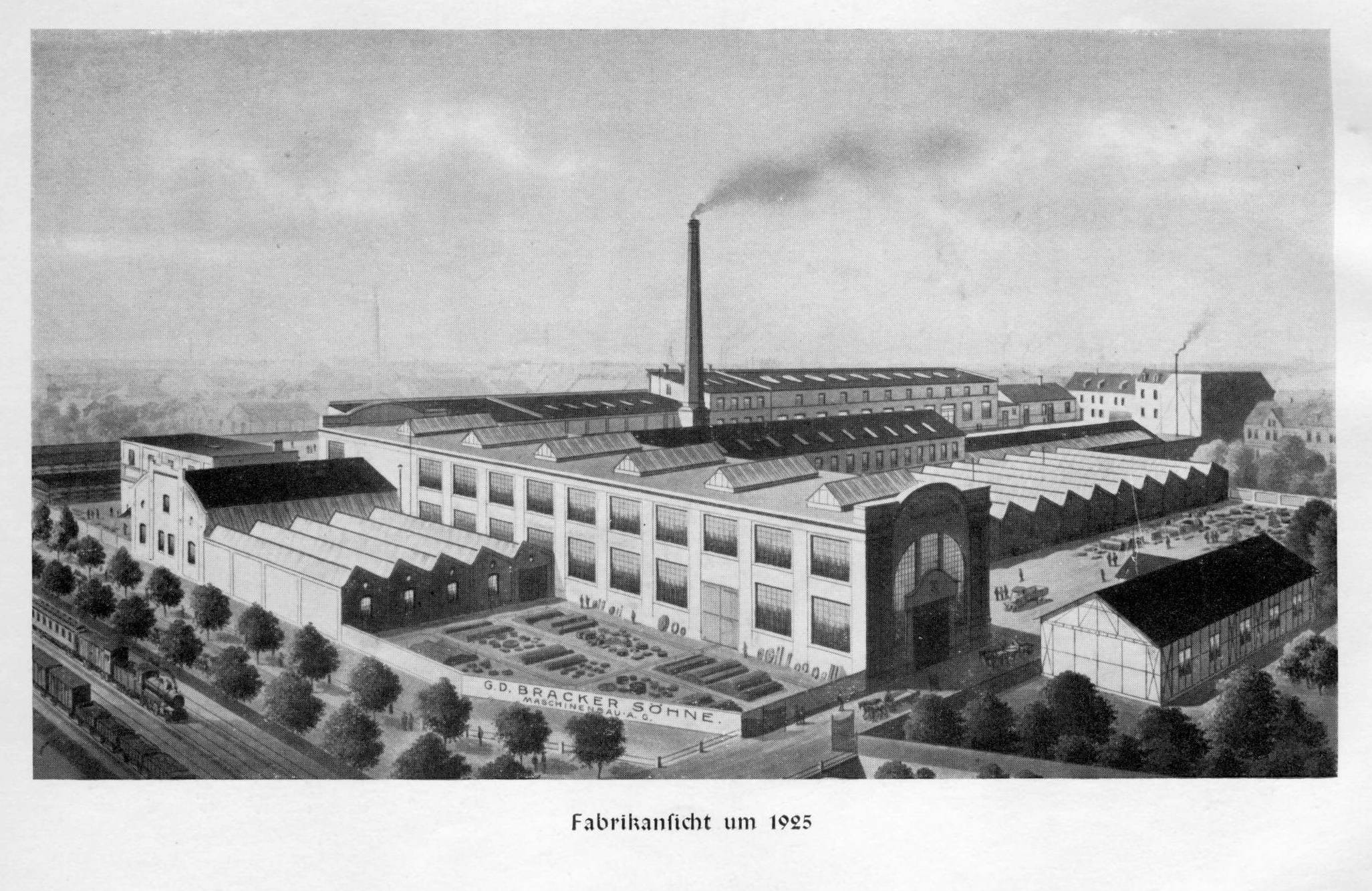
Die Firma G.D. Bracker und Söhne um 1925

Bereits im Jahr 1900 konnte mit eigener Technologie Strom erzeugt werden und damit, auch durch hocheffektive Ausleuchtung der Arbeitsräume, die Produktivität erheblich gesteigert werden. Hergestellt wurden nun vor allem hydraulische Antriebe und Steuerungen sowie auch Aufzüge sowie noch immer massgefertigte Sondermaschinen.
Am 1. Oktober 1921 wurde die Firma eine Aktiengesellschaft (G.D. Bracker und Söhne, Maschinenfabrik und Eisengiesserei) unter der Führung der Brüder Dipl.-Ing. Otto Bracker und Kfm. Heinrich Johannes Bracker. Die Weltwirtschaftskrise brachte dem Geschäft schwerste Einbrüche. Die Erholung erfolgte auch durch die Kriegswirtschaft, 1938 hatte die Firma 160 Mitarbeiter.
Nach der Zerstörung des Werkes am 9. März 1945 wurde die Firma Bracker wieder aufgebaut. 

### Ab 1956
1956 ging das Unternehmen durch den Verkauf der Aktien in den Besitz der Familie Traxel über. Das Geschäft, zum Beispiel mit Sonderanfertigungen hydraulischer Pressen, konnte international ausgedehnt werden. Seit 1999 firmiert die Fabrik dann unter dem Namen „Bracker GmbH – innovativer  Maschinenbau“. Die Firma befindet sich auf einem neuen Betriebsgelände in Freigericht.

## 1815 – 1956 Eigentümer über die Zeit
(Quelle: Festschrift)
- Georg David Bracker, sen. (1787 - 1841), Schlossermeister & Firmengründer
  - Heinrich Ludwig Bracker (1857)
  - Johann Martin Peter Bracker (1814 - 1872)
  - Georg David Bracker, jun. (1817 - 1879), Kaufmann
    - Heinrich Ludwig Bracker, sen. (1850 - 1921), Kaufmann
      - Heinrich Johannes Bracker, jun.(1888 - 1952), Kaufmann
      - Otto Bracker, Dipl.-Ing. (1882 - 1957)

## Denkmäler

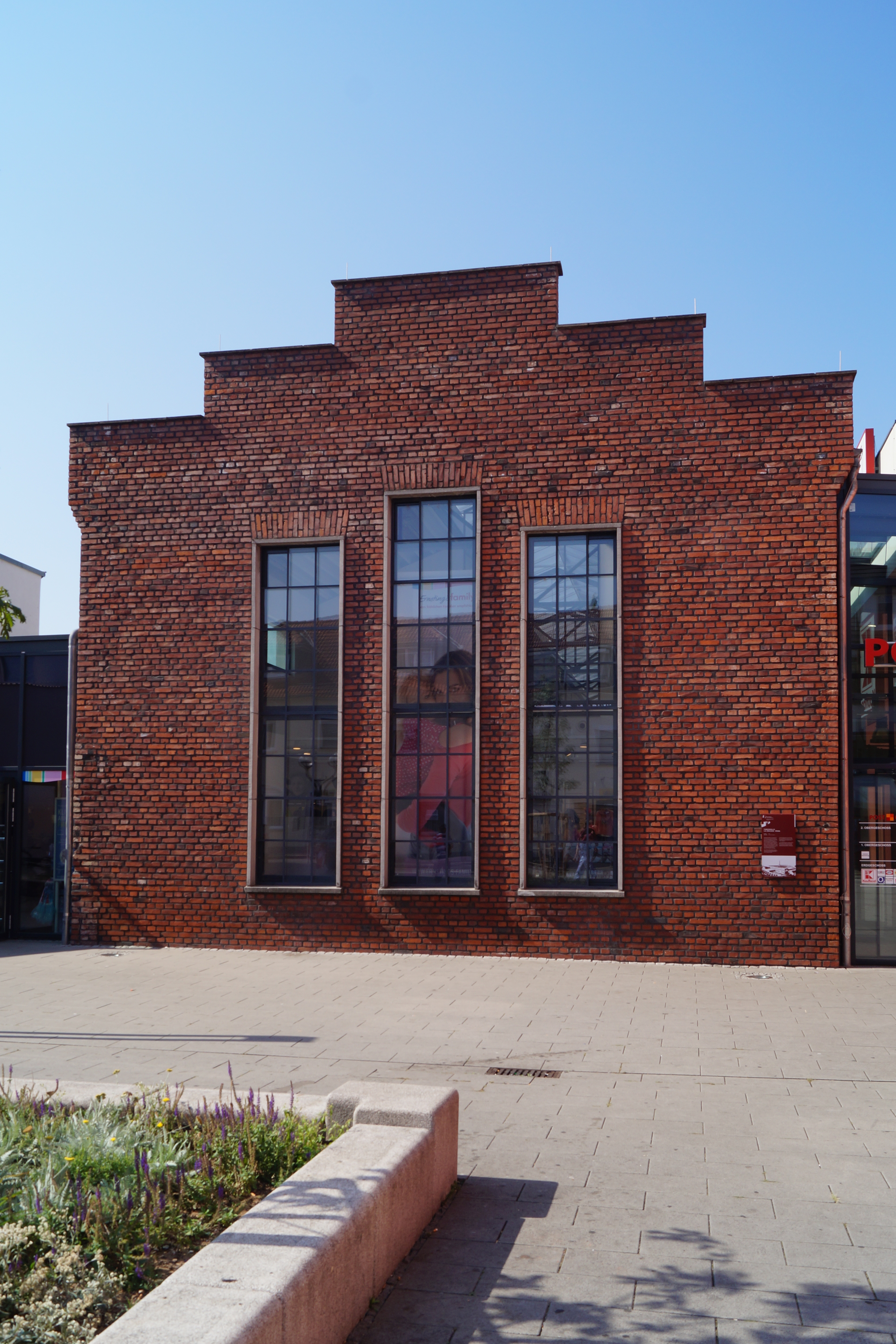
Die Maschinenhalle der Firma Bracker in der Fischerstrasse

Die alte denkmalgeschützte Fabrikationshalle ist als „Brackerhalle“ stilvolles Symbol Hanauer Industriegeschichte und jetzt Teil des Einkaufszentrums „Postcarré“. Sie weist eine Ziegelbauweise mit Staffelgiebel und einer strengen Fassadengliederung in Anlehnung an den architektonischen Expressionismus der Zwanziger Jahre auf.
Auf dem Hauptfriedhof Hanau befindet sich das denkmalgeschützte Familiengrab der Familie Heinrich Bracker.